# Escobaria hesteri
Escobaria hesteri es una especie fanerógama perteneciente a la familia Cactaceae. 

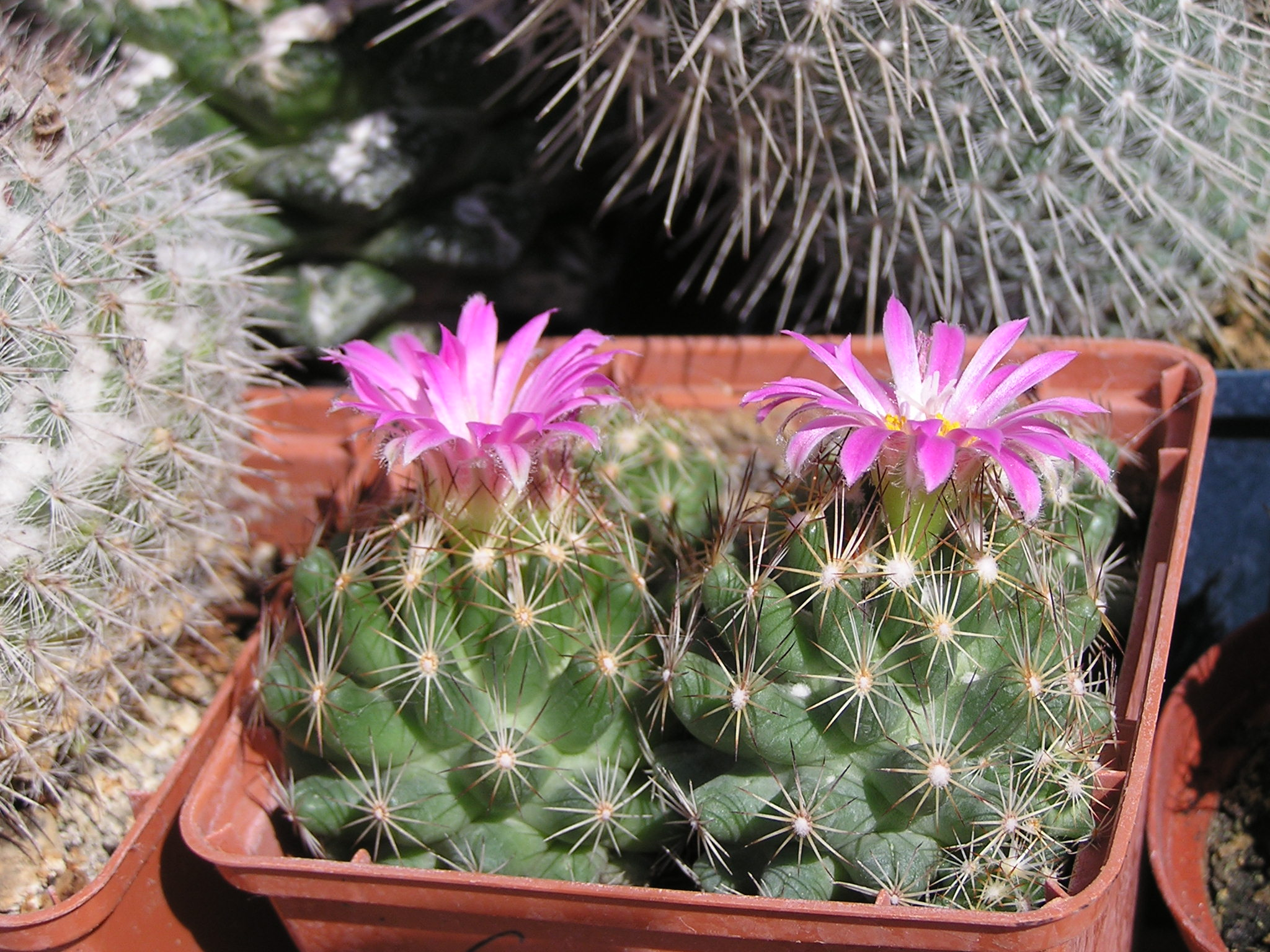
Vista de la planta en flor

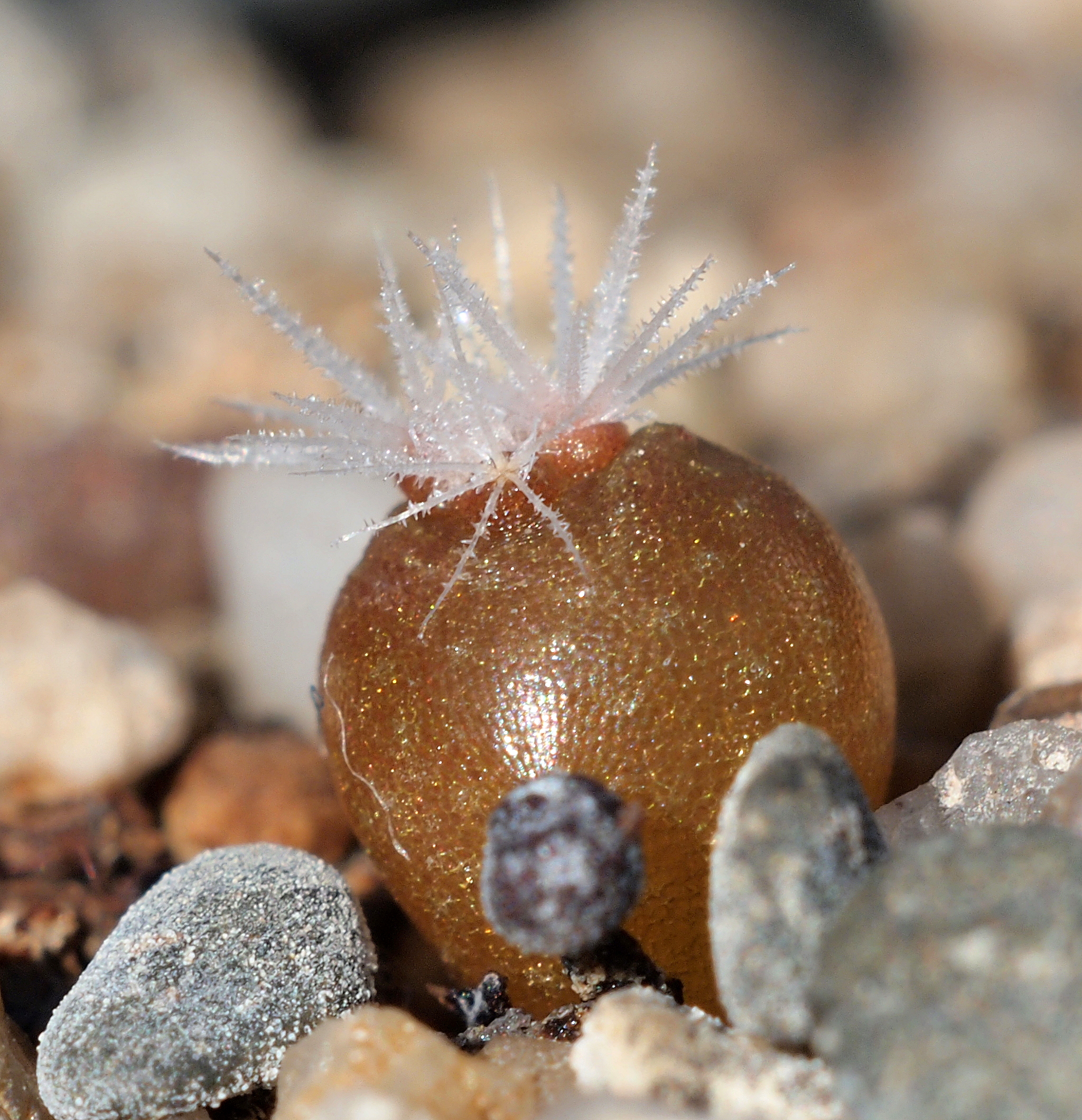
Vista de la planta

## Descripción
Es una planta que crece a menudo profusamente ramificada, formando agrupaciones. Es esférica con forma de huevo y alcanza un tamaño de 2,5 a 5 centímetros de altura y de 2,5 a 3,5 centímetros de diámetro. Sus amplias y prominentes areolas tienen de 7 a 12 milímetros de largo. Las una a cuatro espinas centrales blancas tienen longitudes de hasta 1,5 centímetros. Las 12 a 22 espinas radiales son blancas, de 0,7 a 1,5 cm de largo. Las flores son de color rosa pálido a púrpura pálido y tienen un diámetro de 1,5 cm y son de hasta 2.3 cm de largo. El fruto es verde a amarillo, casi globular y de 6 a 7 milímetros de largo. 

## Distribución
Escobaria hesteri se encuentra en los Estados Unidos, en el condado de Brewster en el estado de Texas.

## Taxonomía
Escobaria hesteri fue descrita por (Y.Wright) Buxb. y publicado en Oesterreichische Botanische Zeitschrift 98: 78, en el año 1951.
Etimología
Escobaria: nombre genérico otorgado en honor de los agrónomos mexicanos Rómulo Escobar Zerman (1882–1946) y Numa Pompilio Escobar Zerman (1874–1949).
El epíteto específico hesteri rinde homenaje al entusiasta de los cactus americanos en Fredonia, John Pinckney Hester, un investigador de la dirección del Parque nacional Big Bend.
Sinonimia
- Coryphantha hesteri basónimo
- Mammillaria hesteri[4][5]